# Aysenia
Genre
Aysenia est un genre d'araignées aranéomorphes de la famille des Anyphaenidae.

## Distribution
Les espèces de ce genre se rencontrent au Chili et en Argentine.

## Liste des espèces
Selon World Spider Catalog (version 17.5, 24/09/2016) :
- Aysenia araucana Ramírez, 2003
- Aysenia barrigai Izquierdo & Ramírez, 2008
- Aysenia cylindrica Ramírez, 2003
- Aysenia elongata Tullgren, 1902
- Aysenia grismadoi González & Ramírez, 2012
- Aysenia huayun González & Ramírez, 2012
- Aysenia izquierdoi González & Ramírez, 2012
- Aysenia paposo Laborda, Ramírez & Pizarro-Araya, 2013
- Aysenia segestrioides Ramírez, 2003

## Publication originale
- Tullgren, 1902 : Spiders collected in the Aysen Valley by Mr P. Dusén. Bihang till Kongliga Svenska Vetenskaps-akademiens handlingar, vol. 28, no 4-1, p. 1-77 (texte intégral).